# Omloop van de IJsseldelta
A Omloop van de IJsseldelta (oficialmente: Salverda Omloop van de IJsseldelta) é uma corrida ciclista feminina de um dia que se disputa na província de Overijssel nos Países Baixos.
A corrida foi criada no ano 2009 como concorrência amador e a partir de 2015 faz parte do calendário internacional feminino da UCI como corrida de categoria 1.2.

## Palmarés
| Ano                   | Vencedor             | Segundo              | Terceiro             |           |
| --------------------- | -------------------- | -------------------- | -------------------- | --------- |
| edições amador        |                      |                      |                      |           |
| 2009                  | Noortje Tabak        | Loes Gunnewijk       | Mirjam Melchers      |           |
| 2010                  | Kirsten Wild         | Eefje Tabak          | Monique van de Ree   |           |
| 2011                  | Laura van der Kamp   | Marlen Jöhrend       | Janneke Busser Kanis |           |
| 2012                  | Carla Ryan           | Anna van der Breggen | Suzanne de Goede     |           |
| 2013                  | Anna van der Breggen | Vera Koedooder       | Roxane Knetemann     |           |
| 2014                  | Anna van der Breggen | Moniek Tenniglo      | Geerike Schreurs     |           |
| edições profissionais |                      |                      |                      |           |
| 2015                  | Kirsten Wild         | Monique van de Ree   | Kelly Markus         |           |
| 2016                  | Anna van der Breggen | Vera Koedooder       | Floortje Mackaij     |           |
| 2017                  | Nina Buysman         | Loes Adegeest        | Lucy van der Haar    |           |
| 2018                  | Lorena Wiebes        | Sarah Roy            | Annelies Dom         |           |
| 2019                  | Marta Tagliaferro    | Pernille Mathiesen   | Loes Adegeest        |           |
| 2020                  |                      |                      |                      |           |
| 2021                  | cancelado            | cancelado            | cancelado            | cancelado |
| 2022                  | cancelado            | cancelado            | cancelado            | cancelado |

## Palmarés por países
| País          | Vitórias |
| ------------- | -------- |
| Países Baixos | 9        |
| Austrália     | 1        |
| Itália        | 1        |